# Colonnello Tom Parker
Il Colonnello Thomas "Tom" Parker, nome d'arte di Andreas Cornelis "Dries" van Kuijk (Breda, 26 giugno 1909 – Las Vegas, 21 gennaio 1997), è stato un manager e impresario teatrale olandese naturalizzato statunitense, famoso per essere stato il manager di Elvis Presley.
La sua gestione della carriera di Presley ha riscritto le regole del ruolo del manager nell'industria dell'intrattenimento ed è ritenuta fondamentale nel successo ottenuto da Elvis, mostrando una dedizione totale agli interessi del suo assistito (e ai propri). Prese un compenso percentuale molto superiore al tradizionale 10% delle entrate, arrivando anche al 50% verso la fine della vita di Presley; tuttavia riuscì a far diventare Elvis Presley una star di livello mondiale. Presley diceva di Parker: «Non penso che sarei diventato così grande con un altro manager.»

## Biografia
Per molti anni Parker affermò di essere nato negli Stati Uniti, ma in seguito emerse il fatto che era nato a Breda, nei Paesi Bassi. Parker nacque infatti col nome di Andreas Cornelis van Kuijk nella città di Breda, nei Paesi Bassi, all'interno di una famiglia cattolica in cui era il settimo degli undici figli di Maria Elisabeth Ponsie e Adam van Kuijk. Da ragazzo, lavorava come imbonitore alla fiera della sua città, imparando molti dei trucchi e delle astuzie che in seguito utilizzerà lavorando nel mondo musicale.
All'età di 15 anni Parker si trasferì a Rotterdam, trovando un impiego come marinaio su una delle navi del porto. A 17 anni mostrò i primi segni di voler andare negli Stati Uniti per "fare fortuna", e un anno dopo, in possesso di abbastanza denaro per sostenersi dignitosamente per un breve periodo, entrò illegalmente negli Stati Uniti abbandonando la nave mercantile sulla quale lavorava. Durante questa prima visita, si arrangiò facendo dei lavori di poco conto, prima di tornarsene a casa in Olanda.
Parker ritornò in America a vent'anni con l'intenzione di stabilirvisi, trovando lavoro presso varie fiere in qualità di imbonitore memore delle sue esperienze giovanili in Olanda. Dopo un breve periodo, decise di arruolarsi nell'esercito degli Stati Uniti d'America, prendendo il nome "Tom Parker" dall'ufficiale che gli fece il colloquio per l'arruolamento (tale Thomas R. Parker), così da nascondere che era un immigrato irregolare. Prestò servizio nella 64º Artiglieria costiera alle Hawaii. Poco dopo però venne congedato con la qualifica di "disertore", essendosi assentato senza permesso dal servizio. Nel 1935 Parker sposò la ventisettenne Marie Francis Mott: la coppia stentò a sopravvivere durante il periodo della Grande depressione, girando il Paese in cerca di lavoro. Parker in seguito dichiarerà che la coppia, durante questo periodo, aveva vissuto facendosi bastare un solo dollaro a settimana.

### Talent scout (1938-1954)
Il coinvolgimento di Parker nell'industria musicale iniziò come promoter locale nel 1938, lavorando per il cantante Gene Austin. Nel 1939 Parker avrebbe avuto l'opportunità di diventare cittadino americano a tutti gli effetti grazie all'Alien Registration Act del 1940 (un condono speciale per gli immigrati clandestini dato dal governo degli Stati Uniti con in cambio la promessa di impegnarsi a combattere per il Paese durante la Seconda guerra mondiale, se ciò fosse stato richiesto) ma decise di non registrarsi, forse per nascondere i suoi guai passati con l'esercito dal quale era stato congedato con disonore.
Nel 1945 Parker divenne il manager del musicista country Eddie Arnold, firmando un contratto che gli garantiva il 25% delle entrate totali dell'artista. Negli anni seguenti si prodigò per aiutare Arnold a rafforzare la sua fama, procurandogli apparizioni televisive e vari concerti. Nel 1948, Parker ricevette il titolo onorario di colonnello dello Stato della Louisiana dal governatore Jimmie Davis, come ringraziamento per il lavoro svolto durante la sua campagna elettorale. Parker usò l'appellativo per tutta la vita, diventando familiarmente conosciuto semplicemente come il "Colonnello". Arnold licenziò Parker nel 1953 a causa del suo sempre maggiore coinvolgimento in affari con il cantante Hank Snow; di conseguenza, Parker formò con quest'ultimo la società Hank Snow Enterprises and Jamboree Attractions, una compagnia di successo che si occupava di promuovere i nuovi talenti della musica country.

### Elvis (1955-1977)
All'inizio del 1955 Parker sentì parlare per la prima volta di un giovane cantante di nome Elvis Presley che stava avendo successo con l'etichetta locale Sun Records. Intuendo le grandi potenzialità dell'artista, Parker si incontrò con il manager di Presley, Bob Neal, e nel febbraio di quell'anno riuscì a convincerlo a vendergli il contratto di management di Elvis. Il 20 ottobre Parker divenne il manager ufficiale di Presley, facendolo firmare per la Hank Snow Enterprises. In novembre, Parker e Snow persuasero la RCA Records a rilevare il contratto di Presley dalla Sun per 40.000 dollari. Il primo singolo di Presley con la RCA fu Heartbreak Hotel del 1956, con il quale Elvis divenne definitivamente una star a livello internazionale.
Durante tutto il 1956, Parker si prodigò per la carriera di Presley, garantendogli apparizioni televisive in programmi popolari come il Milton Berle Show e l'Ed Sullivan Show. In questo modo Presley diventò uno dei volti più noti del periodo, riscuotendo un successo clamoroso con i teenager e scandalizzando i perbenisti ed i gruppi religiosi in egual misura. Cercando altri modi per fare denaro, Parker organizzò un provino per Presley alla Paramount Pictures, dato che anche il suo assistito aveva espresso l'intenzione di provare a fare l'attore. Presley superò il provino e firmò un contratto per la realizzazione di sette film.
Originariamente la carriera d'attore di Presley era stata intesa come interprete serio di film drammatici, ma intravedendo la possibilità di promuovere le nuove canzoni e i dischi in uscita, Parker persuase Elvis a cantare nei suoi film. Entro la fine dell'anno, Elvis era diventato popolare anche come star cinematografica, nonostante le sue pellicole non entusiasmassero i critici. Quando nel 1958, Elvis partì per il servizio militare e fu dislocato in Germania, il Colonnello si assicurò di mantenere vivo l'interesse del pubblico verso il suo assistito durante i due anni di leva, facendo uscire compilation, raccolte e gadget in gran numero.
Al suo ritorno dal servizio militare, dopo aver raggiunto il picco del successo con nuovi singoli come It's Now or Never e Are You Lonesome Tonight?, Presley cambiò radicalmente il suo stile, non più rocker scatenato ma in prevalenza crooner di ballate melodiche, e passò gran parte degli anni sessanta a recitare in commediole per famiglie girate in località esotiche e dalla trama risibile. A Parker non importava che i film fossero belli o brutti, si interessava solo ai profitti. Presto però anche quelli iniziarono a calare data la sempre peggiore qualità dei copioni interpretati da Elvis e la scarsa qualità delle colonne sonore ricavate dagli stessi film.
(Dave Marsh)

#### NBC Comeback Special,Aloha from Hawaiie anni successivi

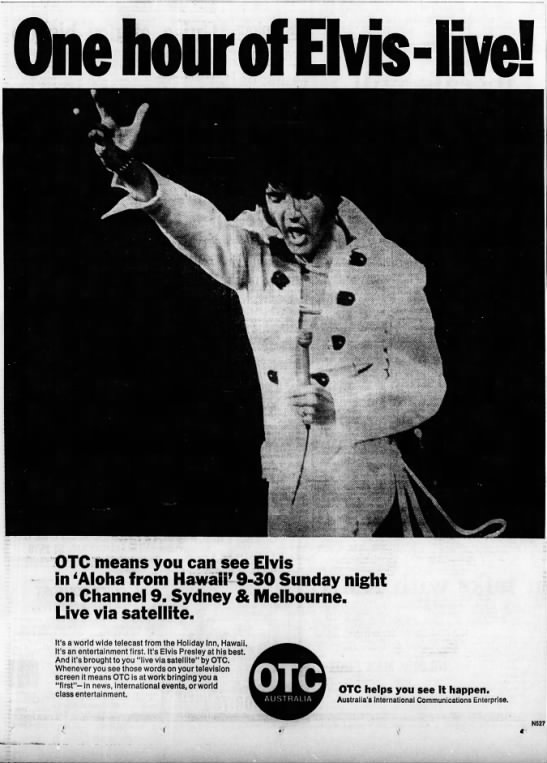
Pubblicità australiana della trasmissione Aloha from Hawaii

Ci volle l'energica esibizione durante lo speciale televisivo del 1968 per risollevare la carriera di Presley e ristabilire la sua reputazione di artista musicale. Ma il Colonnello non aveva pianificato che lo show si svolgesse in quel modo. Originariamente, nelle intenzioni di Parker, lo spettacolo doveva essere uno speciale natalizio nel quale Presley avrebbe dovuto indossare un costume da Babbo Natale e cantare canzoni natalizie. Fu il produttore dello show, Steve Binder, a fornire l'idea che Presley cantasse i suoi vecchi successi rock 'n' roll accompagnato sul palco dalla sua band storica, Scotty Moore e D. J. Fontana. Presley non si era mai sognato di contraddire Parker, ma sapeva che lo show TV sarebbe stata l'ultima occasione di tornare grande, e, forte del sostegno di Binder, Elvis disse al Colonnello che lo speciale sarebbe stato realizzato seguendo i suggerimenti di Binder.
Dopo lo special, Parker fece tornare Presley ai concerti dal vivo, firmando un contratto con l'International Hotel di Las Vegas per una lunga serie di esibizioni. Nonostante il successo dei concerti, e la domanda che giungeva incessantemente, Parker si rifiutò sempre di organizzare una tournée in Europa per Elvis, adducendo il motivo che aveva paura di volare. In realtà, molti invece pensarono che non volesse far ritorno alla propria terra d'origine per i suoi trascorsi come immigrato clandestino, avendo paura di non ottenere il passaporto.
Il 1973 fu un altro anno di trionfi per la coppia Parker-Presley, il Colonnello infatti organizzò uno dei più grossi spettacoli mai prodotti, l'Elvis: Aloha from Hawaii, un concerto in mondovisione trasmesso via satellite per la prima volta, in cui 1 miliardo e mezzo di persone poterono vedere Presley nel suo sfavillante costume bianco decorato con l'aquila reale, esibirsi nel suo repertorio. Il concerto si tenne il 14 gennaio 1973 a Honolulu e riscosse un enorme successo in tutto il mondo. Il disco tratto dall'esibizione, Aloha From Hawaii: Via Satellite, schizzò in cima alle classifiche di mezzo mondo. Questo fu l'ultimo grande trionfo per Presley, e presto la sua carriera, a causa di problemi familiari (fu lasciato dalla moglie) e di salute (ingrassava a vista d'occhio) iniziò una parabola discendente.

#### Morte di Presley
Quando Presley morì nell'agosto 1977, il giorno prima dell'inizio di un nuovo tour, alcuni testimoni affermarono che Parker si comportò come se niente fosse accaduto. Altre fonti riferiscono che, appena seppe la notizia, si accasciò sulla sedia esclamando «Oh Dio santo!», e telefonò immediatamente al padre di Elvis, Vernon Presley, avvisandolo che l'immagine del figlio andava comunque tutelata. Al funerale di Elvis si presentò in camicia hawaiiana con in bocca il solito grosso sigaro, stupendo i presenti, ed evitando intenzionalmente di guardare la bara dove giaceva il corpo del suo ex-cliente.

### Sopravvivendo a Elvis (1978-1997)
Dopo la morte di Elvis, Parker continuò ad occuparsi dell'enorme giro di affari dell'industria Presley, negoziando vari contratti per i diritti di immagine e d'autore per le canzoni e i dischi del defunto artista che continuarono a uscire incessanti. In seguito iniziò anche a collaborare in qualità di "consulente" con la catena degli Hotel Hilton, in parte anche per pagare i grossi debiti di gioco che contraeva frequentandone spesso i casinò. Nell'ottobre 1990, Parker si sposò in seconde nozze con Loanne Miller, sua segretaria sin dal 1972, dopo che la prima moglie era morta di una malattia congenita nel 1986. Nel 1994, a seguito del matrimonio della figlia di Presley, Lisa Marie, con Michael Jackson, Parker fece la sua ultima uscita di rilievo, affermando che Elvis non avrebbe sicuramente approvato quell'unione.

### Problemi con il gioco d'azzardo
Molti biografi di Parker, inclusi Dirk Vellenga e Alanna Nash, affermarono che la dipendenza del Colonnello dal gioco d'azzardo andò fuori controllo a metà degli anni sessanta. In quel periodo, con le condizioni di salute della moglie in netto deterioramento, e la carriera di Presley in ribasso, Parker trovò conforto e svago giocando nei casinò di Las Vegas. Tra fan e biografi è molto diffusa la credenza che la ragione principale per la quale nel 1969 Parker fece firmare a Presley un contratto per esibirsi all'Hilton di Las Vegas fosse saldare i suoi debiti di gioco con il casinò dell'albergo. Spesso trascorreva fino a 14 ore al tavolo da gioco, scommettendo somme ingenti. Si stima che perdesse almeno 1 milione di dollari all'anno a causa della passione per il gioco. Al momento della morte di Presley nel 1977, si sospetta che Parker avesse debiti per 30 milioni di dollari con il Las Vegas Hilton.
«Il colonnello Tom Parker mi strofinò la testa a Vegas», dichiarò Eddie Murphy nel 1989. «Un paio di volte mi sistemò nella suite di Elvis Presley all'ultimo piano dell'Hilton, e io sarei andato lì a giocare a fare Elvis per una settimana. Una sera eravamo al tavolo del Craps insieme e mi strofinò la testa come portafortuna. Avrei voluto prenderlo a pugni in faccia. Ma questo tizio aveva tipo ottant'anni, troppo vecchio per imparare i limiti del razzismo. Probabilmente non si rendeva conto di quanto fosse una cosa orribile da fare.»
Tuttavia, Mac Davis raccontò un'esperienza simile avuta con il Colonnello, quando Parker gli strofinò la testa dichiarando: «Stai per diventare una star. Di' a tutti che il Colonnello ti ha toccato la testa!» Tale racconto potrebbe indicare che Parker strofinava la testa alle persone per "impartire" fortuna piuttosto che "riceverla".

### Morte
Parker fece l'ultima sua apparizione in pubblico nel 1994. Era ormai malato da tempo. Il 20 gennaio 1997, il Colonnello ebbe un infarto nella sua abitazione di Las Vegas. Ricoverato in ospedale, morì il giorno seguente all'età di 87 anni.

## Riferimenti in altri media

### Cinema e televisione
Al cinema e in TV Parker è stato interpretato da:
- Pat Hingle in Elvis, il re del rock (1979), regia di John Carpenter, con Kurt Russell nella parte di Elvis.
- Hugh Gillin nel film TV Elvis and Me (1988).
- Beau Bridges nel film TV Elvis and the Colonel: The Untold Story (1993).
- Randy Quaid nella miniserie televisiva della CBS Elvis (2005), con Jonathan Rhys Meyers nel ruolo di Elvis Presley.
- John Carroll Lynch nel film Shangri-La Suite (2016).
- Billy Gardell nella serie televisiva Sun Records (2017).
- Tom Hanks in Elvis (2022), regia di Baz Luhrmann, con Austin Butler nella parte di Presley.

Inoltre viene menzionato in Priscilla (2023), regia di Sofia Coppola.

### Fumetti
Ne Il quinto Beatle di Vivek Tiwary (2013), una graphic novel biografica sul manager dei Beatles Brian Epstein, è rappresentato un meeting tra Parker ed Epstein avvenuto alla metà degli anni sessanta. Nella scena, Parker è satiricamente rappresentato come un'ingorda figura satanica. Nel fumetto inoltre Parker viene dipinto come anti-semita. Tiwary affermò in un'intervista che Parker aveva realmente fatto commenti razzisti di questo tipo in alcune occasioni.

### Omaggi e ispirazioni
Il manager di wrestling Jimmy Hart veniva presentato con l'appellativo di "Colonel" Jimmy Hart quando assisteva The Honky Tonk Man, un wrestler heel che impersonava Elvis. Un altro manager di wrestling che faceva riferimento a Tom Parker era Col. Robert Parker, manager di Sid Vicious, "Stunning" Steve Austin, Arn Anderson, Terry Funk ed altri nella World Championship Wrestling negli anni novanta.